# Elistvere
Elistvere es una aldea del municipio de Tartu, en el condado de Tartu, Estonia, con una población censada a principio del año 2019 de 31 habitantes. 
Se encuentra ubicada al norte del condado, entre el lago Võrtsjärv y el lago Peipus, al norte del río Emajõgi y al sur de la frontera con el condado de Jõgeva.